# Дідґорі Медевак
Дідґорі Медевак (груз. დიდგორი მედევაკი) — броньована медична автівка з родини бронеавтомобілей Дідґорі, призначена для вивезення поранених з поля бою.

## Історія створення
Бронеавтомобіль був розроблений в 2015 році державним військовим Науково-технічним центром Дельта. Виробництво медичних машин AMEV, як і бронеавтомобілів Дідґорі, організовано на виробничому майданчику, який знаходиться під управлінням НТЦ «Дельта», підприємства «Тбілавіамшені» (Тбіліський авіаційний завод).

## Технічні характеристики
Екіпаж машини складається з водія, військлікаря і санітара, автомобіль розрахований на чотири лежачих місця для поранених. Дідґорі є суто медичною машиною і в ній лікар може надати пораненому допомогу до приїзду до шпиталю де нададуть повноцінну допомогу, може бути підключена спеціальна медична апаратура. 
На Медевак встановлені системи GPS, відеокамери переднього і заднього огляду з функцією нічного бачення і світлодіодним підсвічуванням.

## Броня
Бронювання забезпечує круговий рівень балістичного захисту BR7+ за європейським стандартом EN1063, захист від вогню зі стрілецької зброї (Калашников, СВД) і осколків артилерійських снарядів, використовувана в конструкції бронемашини «Дельти» сучасна бронесталь витримує попадання бронебійної кулі калібру 7,62×54 мм R (в базовому варіанті рівень B7 розрахований на зупинку бронебійної кулі калібру 7,62×51 мм НАТО з дистанції 10 м), додаткові броньові панелі встановлені на Дідґорі Медевак при пошкодженні можуть бути легко видалені або замінені. Що стосується протимінного захисту на офіційному сайті виробника про це немає інформації, можна лише припустити що медевак має ту ж захист що і Дідґорі 2 на базі якого вона була спроектірованана.

## Додаткова інформація
Державний військовий Науково-технічний центр «Дельта» міністерства оборони Грузії в своєму прес-релізі від 27 січня 2016 року підтвердив виграш тендеру та укладення контракту на поставку Міністерству оборони Саудівської Аравії «понад 100» броньованих медичних евакуаційних машин Дідґорі Медевак на суму 100 млн ларі (біля $ 45 млн). Перша партія з 12 зібраних машин відправлена замовнику вже 30 січня 2016 року.

## Модифікації
- Didgori-1 — Екіпаж 8 + 1 (кулеметник), V-подібний
- Didgori-2 — Екіпаж 6 + 3 (кулеметник).

- Дідґорі управління та зв'язку — 28 грудня 2014 року на презентації в Тбілісі були представлені два автомобіля
- Дідґгорі з ракетним модулем — один демонстраційний зразок представлений 26 травня 2015 року на виставці в Тбілісі

- Didgori-3 — модель 2010 року, вперше представлена в травні 2012 року[6]
- Дідґорі Медевак — Броньований медичний автомобіль

## Експлуатанти
- Грузія: 
  - Сухопутні війська Грузії — офіційно не зараховано
- Саудівська Аравія: 
  - Збройні сили Саудівської Аравії — буде 100 штук по завершенню контракту